# Elecciones estatales de Guanajuato de 1991
Las Elecciones estatales de Guanajuato de 1991 tuvieron lugar el domingo 18 de agosto de 1991, simultáneamente con las principales elecciones federales, en ellas fueron elegidos los titulares de los siguientes cargos de elección popular del estado mexicano de Guanajuato:
- Gobernador de Guanajuato. Titular del Poder Ejecutivo del estado, electo para un periodo de seis años no reelegibles en ningún caso, iniciaría su periodo el 26 de septiembre de 1991. El candidato electo fue Ramón Aguirre Velázquez, sin embargo, debido a las acusaciones de fraude electoral no llegó a tomar posesión.
- 46 Ayuntamientos. Formados por un Presidente Municipal y regidores, electos para un periodo de tres años, no reelegibles de manera consecutiva.
- 36 Diputados al Congreso del Estado. 22 electos por mayoría relativa elegidos en cada uno de los Distritos electorales, y 14 electos por el principio de representación proporcional.

## Resultados electorales

### Gobernador
|  | 35.5 % |

|  | 53.1 % |

|  | 1.0 % |

|  | 2.7 % |

|  | 7.7 % |

|  | 100.00 % |

- Carlos Medina Plascencia

### Ayuntamientos
- Abasolo:
- Acámbaro:
- Celaya: Carlos Aranda Portal
- Cortázar: Carlos Romero Villegas
- Guanajuato: José Tomás Maclovio Zavala
- Irapuato: Marco Antonio Contreras
- León: Eliseo Martínez Pérez
- Salamanca: Juan Manuel González García
- Salvatierra:
- San Miguel de Allende: Salvador García González
- Silao: